# 橋本芳子
橋本 芳子（はしもと よしこ）は唄・細棹三味線・箏演奏家。東京都出身。

## 略歴
母は、山田流箏曲の橋本蘭声。その後西潟昭子に師事。東京造形大学造形学部デザイン学科卒業。NHK邦楽技能者育成会第36期卒業。NHK-FM『邦楽百番』、『邦楽のひととき』に出演。
- 1993年：インドネシア「ジャカルタフェスティバル」出演。
- 2001年：グループ絃として国際交流基金事業によりインドネシア公演、トルコ公演 他 海外公演実施。
- 2001年・2003年：「橋本芳子リサイタル」（文化庁芸術祭参加公演）開催。
- 2001年：CD「山田流箏曲 橋本芳子」リリース。
- 2003年：「ライブ うたもの語り」をシリーズで継続中（2010年現在Vol.10）。

### 専門書執筆
- NEO-KOTO指導書（ヤマハ協賛）
- 箏指導法テキスト（ヤマハ協賛）
- 教科書「高校音楽 I」（教育出版）